# Tschona
Die Tschona (russisch Чона, jakutisch Чуона) ist ein rechter Nebenfluss des Wiljui in Sibirien (Russland, Asien).
Sie entspringt auf dem Lenaplateau im Südteil des Mittelsibirischen Berglands rund 820 km nordöstlich von Bratsk. Ihre Quelle liegt zwischen etwa 800 m hohen Bergen. Von dort aus fließt sie nach Norden durch das genannte Bergland und anfangs parallel zur Unteren Tunguska, die nur etwa 50 km von dieser entfernt fließt. Danach wendet sie sich nach Nordosten, um in den Wiljui-Stausee einzumünden, der vom Wiljui durchflossen wird.